# 10월 6일 다리

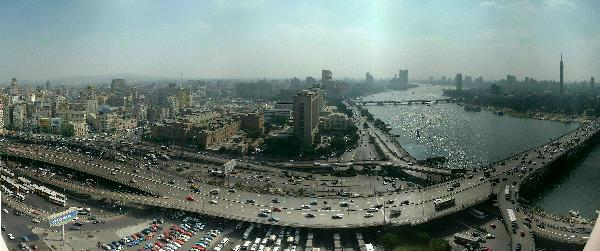
10월 6일 다리

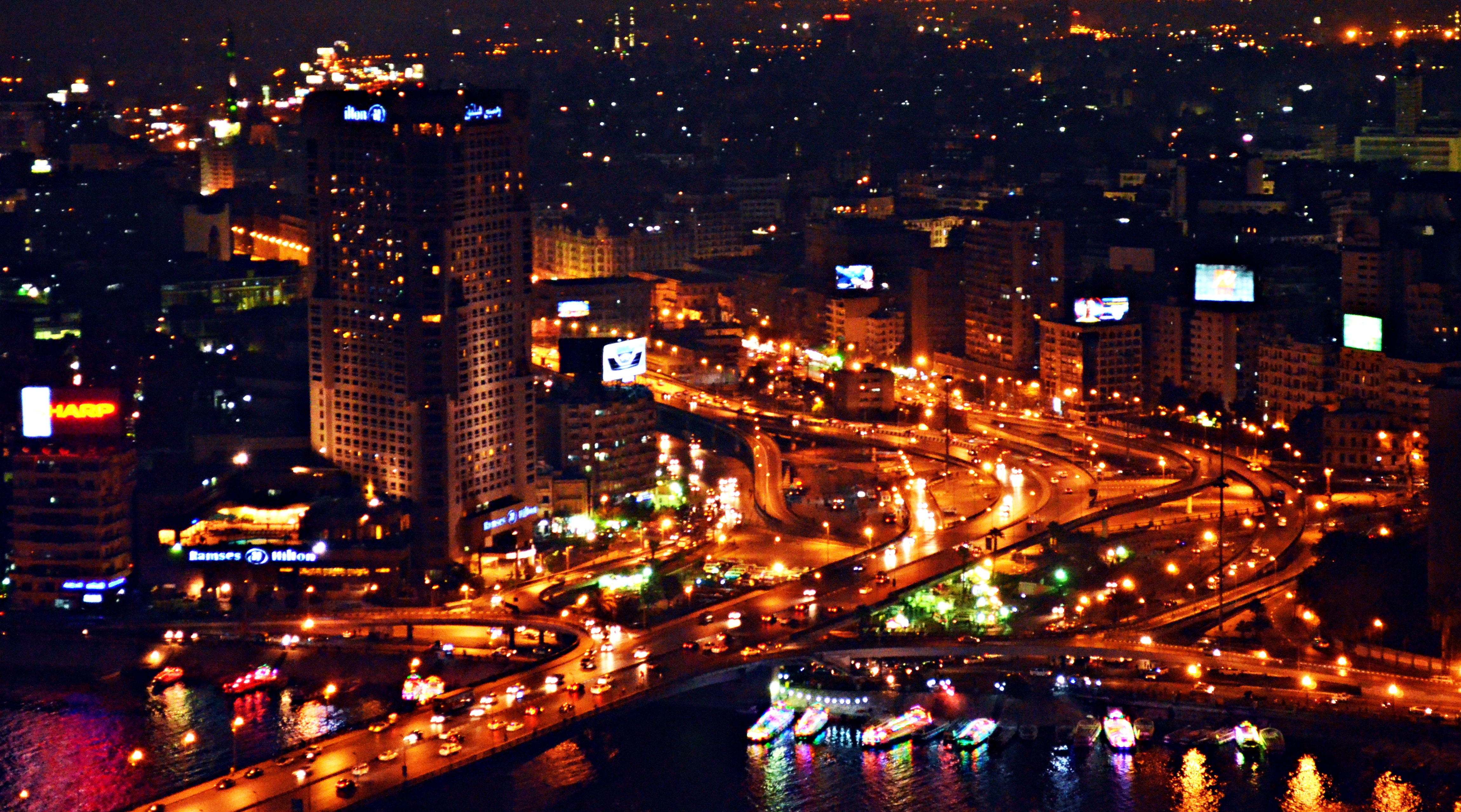
10월 6일 다리의 야경

10월 6일 다리(아랍어: جسر ر6 أكتوب, 영어: 6th October Bridge)는 이집트의 수도 카이로에 있는 고가 고속도로이다. 나일강의 중심인 게지라 섬과 도심에 있는 이집트 박물관의 북쪽을 이으며, 카이로 시내를 지나 20.5km 떨어진 카이로 국제공항을 잇는다. 총 9개 구간으로 이루어져 있다.
이 다리는 욤 키푸르 전쟁(제4차 중동 전쟁)이 발발한 1973년 10월 6일을 기념하여 10월 6일이라는 이름이 붙었다. 카이로의 인구 절반 가량이 이 다리를 사용하고 있을 정도로 다리 이용량이 많다. 다리를 세우는 데는 약 30년이 걸렸으며, 1996년에 완공되었다.

## 역사
10월 6일 다리는 국가 인프라 건설 계획으로 추진되었으며 처음 착공되면서부터 완공되기까지는 약 30년 간의 세월이 걸렸다. 1969년 5월 나일 강의 서쪽 지류에 해당되는 게지라 섬부터 아구자 섬까지 구간을 잇는 130m 길이의 1단계 구간이 착공되어 1972년 8월에 완공되었다. 이후 수 차례의 공사단계를 거쳐 1996년에 최종적으로 완공되었고, 그 뒤로도 추가 공사를 거쳐 마지막 구간인 21.193km 길이의 9단계 구간이 2005년에 완공되었다. 다리 이후에 이어지는 도로는 도키의 농업박물관부터 나스르 시의 고속도로까지 잇는다.

## 이용
10월 6일 다리는 카이로의 중추 역할을 하는 다리로서 하루 평균 백만 명에 달하는 시민이 이용하는 것으로 알려져 있다. 기본적으로 카이로의 중심에 위치해 동부와 서부를 이어주는 핵심적인 역할을 하기 때문에 밀려드는 차량과 트럭으로 항상 막혀 있으며, 한쪽에서 다른 쪽으로 이동 때까지 약 45분 정도가 걸린다.
2011년 이집트 혁명 기간에는 민주화 투쟁이 벌어지던 타흐리르 광장으로 향하는 주요 길목이었으며, 이곳에서도 호스니 무바라크를 지지하는 친정부 시위자와 반정부 시위자 간의 격렬한 대치가 벌어지기도 하였다.